# Oprișani
Oprișani, mai demult Cristiș, (în maghiară Keresztes, în germană Kreuzfeld, în trad. "Câmpul Cruciaților"), este un fost sat, apoi comună, în prezent un cartier al municipiului Turda. Cartierul este alcătuit din microraioanele Micro I, II, III și IV. 

## Numele
Numele “Oprișani” a fostului sat Cristiș s-a dat după numele preotului-martir Ioan Opriș.
Ioan Opriș (1879-1918) a fost preot ortodox la biserica "Adormirea Maicii Domnului" din satul Cristiș (azi cartier al municipiului Turda). În preajma Marii Uniri din 1918 a îndemnat oamenii sa meargă la Alba Iulia, i-a chemat în biserică și i-a pus să jure că nu vor trăda România. Un soldat din jandarmeria maghiară l-a împușcat în ușa bisericii pe data de 8 noiembrie 1918. Nu a mai apucat să-si vadă visul împlinit. Avea doar 40 de ani, tată a 7 copii. 
În amintirea lui, familia regală a dat în anul 1924 un decret, satul Cristiș primind numele de Oprișani.

## Istoric

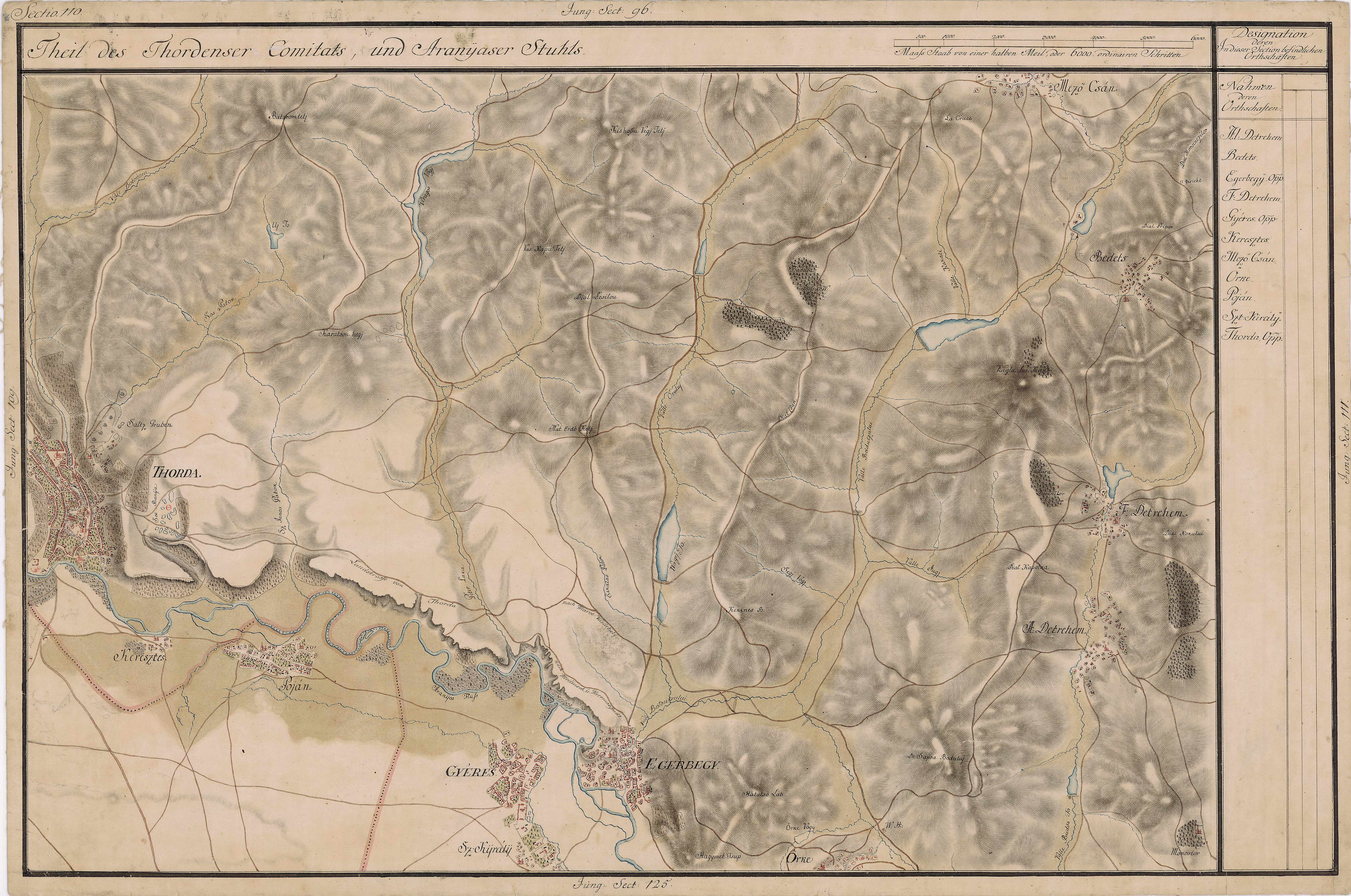
Oprișani (Keresztes) pe Harta Iosefină a Transilvaniei, 1769-1773 (Sectio 110)

Înaintea includerii în municipiul Turda a fost o localitate de sine stătătoare și s-a numit Cristiș. 
În anul 1170 teritoriul satului Keresztes (Cristiș/Oprișani) făcea parte din domeniul Ordinului Călugăresc Ioanit care își avea sediul într-o mănăstire ce se găsea pe locul unde în prezent este Banca Comercială Română (Piața 1 Decembrie 1918 nr. 29, fosta locuință a prefectului și subprefectului județului Turda). 
În secolul al XIII-lea este amintită existența la Kerestes a unui domus (reședință) si a unei mici așezări (Villa cruciferorum de Thorda – Satul cruciaților din Turda), aparținând Ordinului Călugăresc al Ioaniților. Reședința a fost plasată pe o moșie primită ca danie. In acest loc s-a desfasurat în anul 1288 prima Adunare Generală (dietă) a nobilimii maghiare și a reprezentanților sașilor și secuilor din Ardeal.
La Turda s-au ținut in total 127 diete ale Transilvaniei, cele mai multe in tabăra militară de la Keresztes  (Cristiș/Oprișani). Aceste diete se țineau anual, sau de două ori pe an. Deseori, alături de nobilimea din cele 7 comitate ardelene, luau parte și alte categorii sociale, interesate in procesele dezbătute acolo. 
În secolele XIV-XV orașul Turda s-a extins, contopindu-se cartierele Turda Veche și Turda Nouă, dar satul Keresztes (Cristiș) a rămas încă o vreme separat, păstrându-și caracterul rural. Înainte de anul 1700 satul este vândut familiei Halacy de către principele Mihai Apafi al II-lea, trecând mai apoi în posesia armeanului Papp Ioachim (după anul 1848). Până la sfârșitul secolului al XIX-lea proprietar al moșiei a fost armeanul Tamași Peter, iar din anul 1904 până în anul 1940 proprietar a fost evreul Lazar Mendel. 
Pe Harta Iosefină a Transilvaniei din 1769-1773 (Sectio 110), localitatea apare sub numele de „Keresztes”. 
Între 1918-1924 s-a numit Cristiș, după 1924 Oprișani.
Primul document de existență a învățământului din comuna Cristiș este datat din anul 1848 din registrul botezaților pe anul 1848, când preot - învățător era Vasile Rus.
De la stadiul de sat a evoluat, devenind comună (cu primărie), iar in 1948 a fost integrată în teritoriul orașului Turda.
Pe locul actualei biserici ortodoxe “Adormirea Maicii Domnului” (str. I.Opriș nr.1) a existat în trecut (până spre sfârșitul anilor 60 din secolul al XX-lea) o biserică veche din lemn, ctitorită în anul 1866, de preotul Vasile Rus (1819-1867), demolată, spre a face loc actualei biserici cu acelasi nume, inaugurată în anul 1989. 
În anul 1976 s-a înălțat grupul statuar „Horea, Cloșca și Crișan”.

## Lăcașuri de cult
- Biserica Greco-Catolică "Sf.Petru și Pavel", Calea Victoriei nr.3a
- Biserica Ortodoxă „Adormirea Maicii Domnului”, str. Ioan Opriș nr.1, inaugurată în anul 1989, pe terenul unde în trecut a existat biserica cu același nume în care a slujit preotul-martir Ioan Opriș.
- Biserica Ortodoxă „Învierea Domnului”, Calea Victoriei nr.31 (colț cu Aleea Plopilor)
- Biserica Ortodoxă „Înălțarea Sf.Cruci”, str. Panseluțelor FN
- Biserica Adventistă “Speranța”, str. Mihai Viteazu nr.4c (de l. română)
- Biserica Penticostală “Filadelfia” ("Biserica lui Dumnezeu Apostolică Nr.3"), str. Tineretului nr.40
- Biserică Penticostală, str. Hațegului nr.2d
- Sala Regatului Martorilor lui Iehova, str. Detunata nr.9

## Galerie de imagini

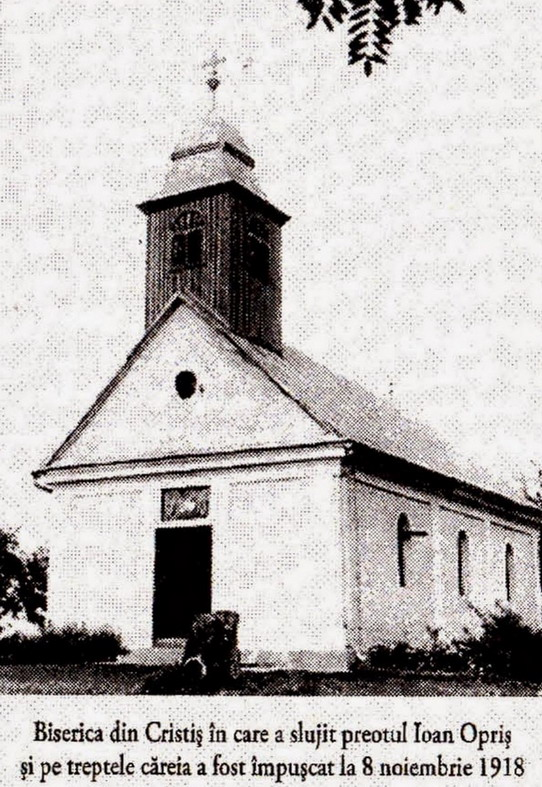
Fosta biserică „Adormirea Maicii Domnului“ din Cristiș-Oprișani unde a slujit preotul Ioan Opriș
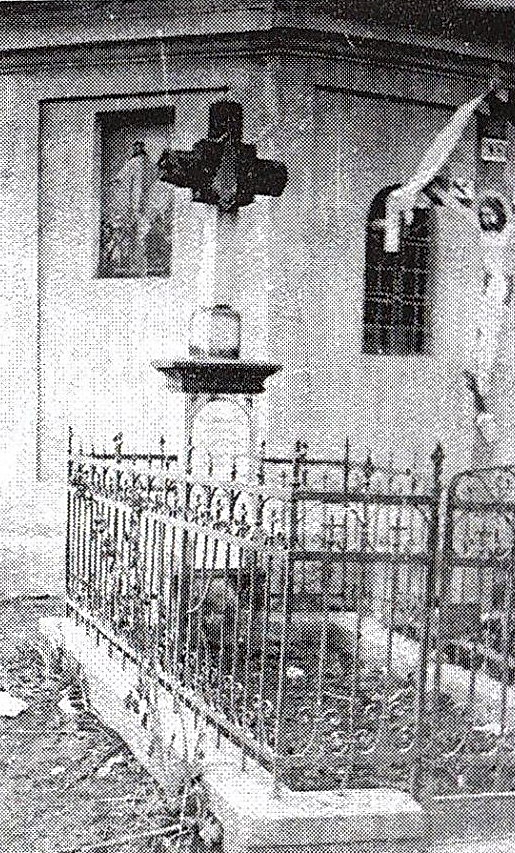
Fostul mormânt al preotului Ioan Opriș din curtea bisericii „Adormirea Maicii Domnului“
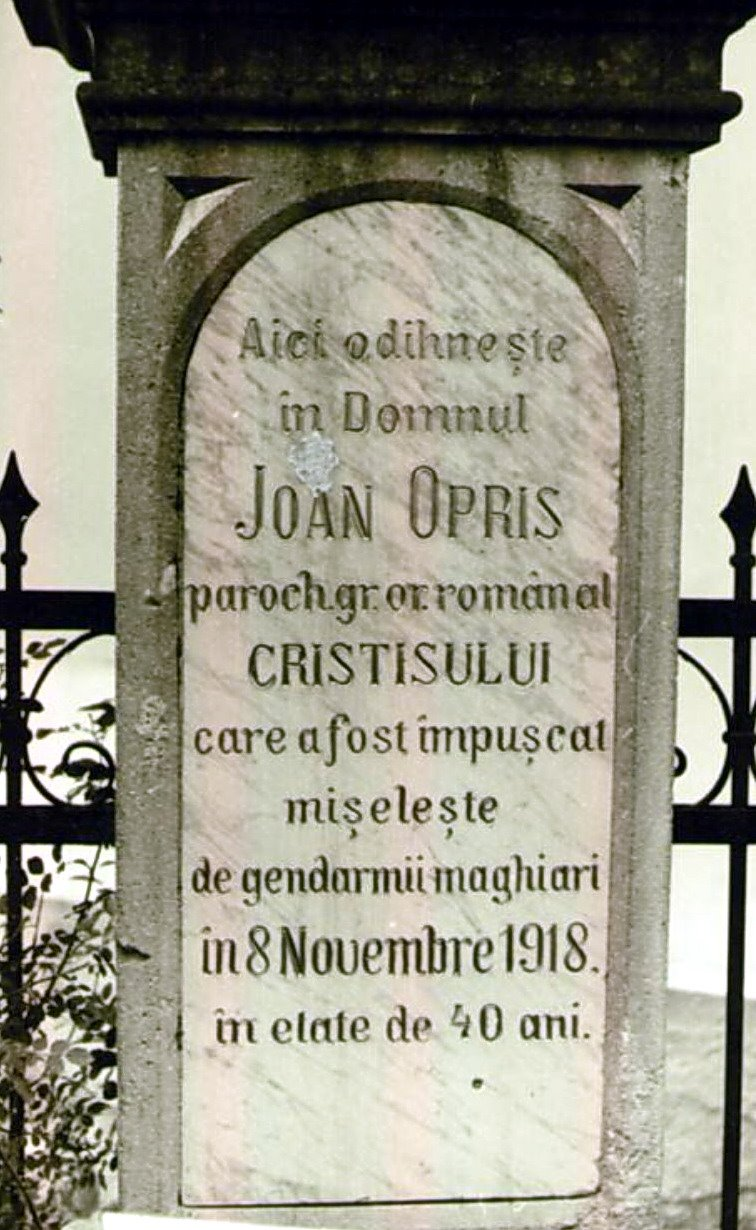
Fosta piatră funerară de pe mormântul preotului Ioan Opriș din curtea bisericii
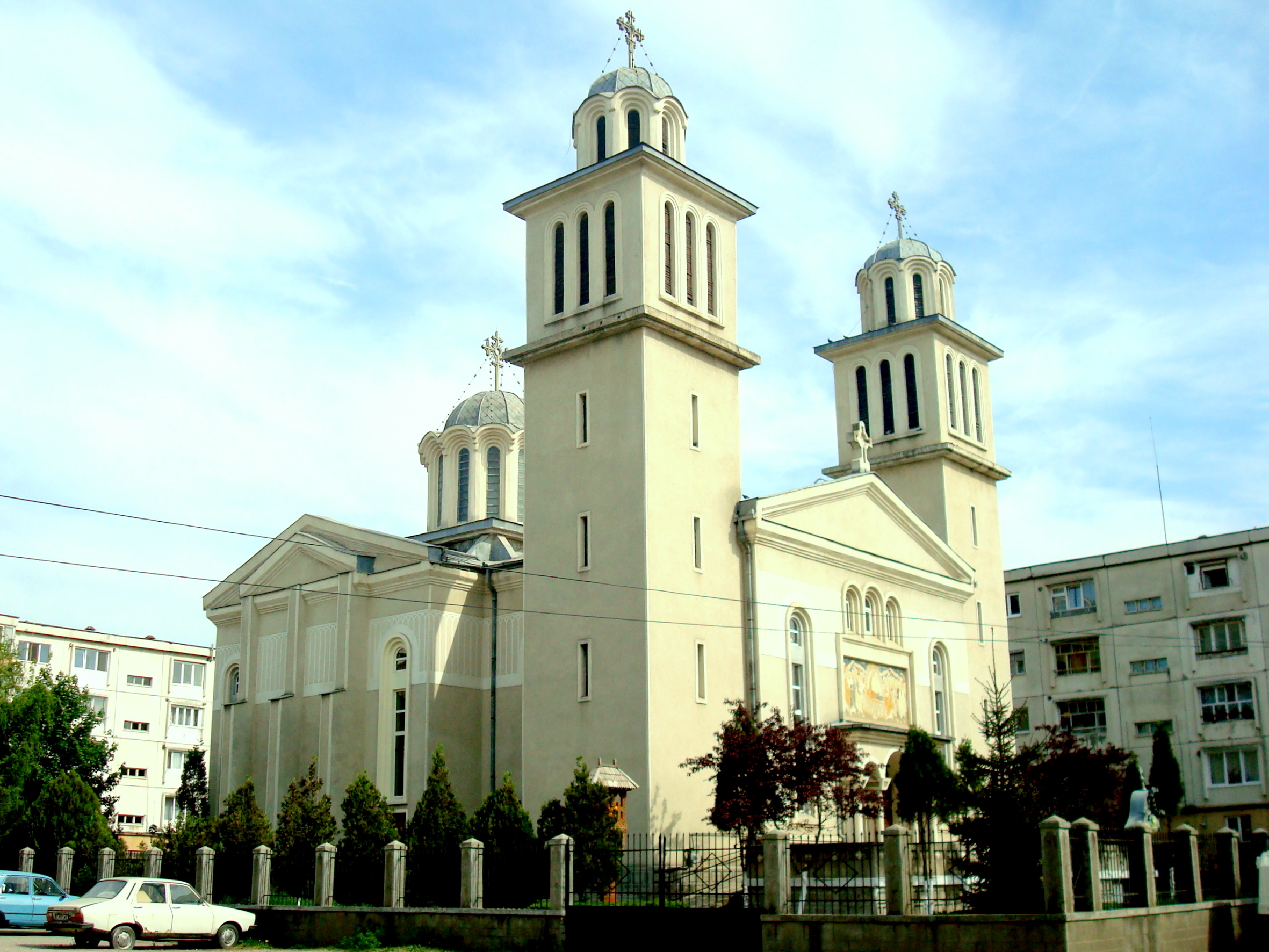
Noua biserică ortodoxă „Adormirea Maicii Domnului“ din Oprișani (str.Ioan Opriș nr.1)
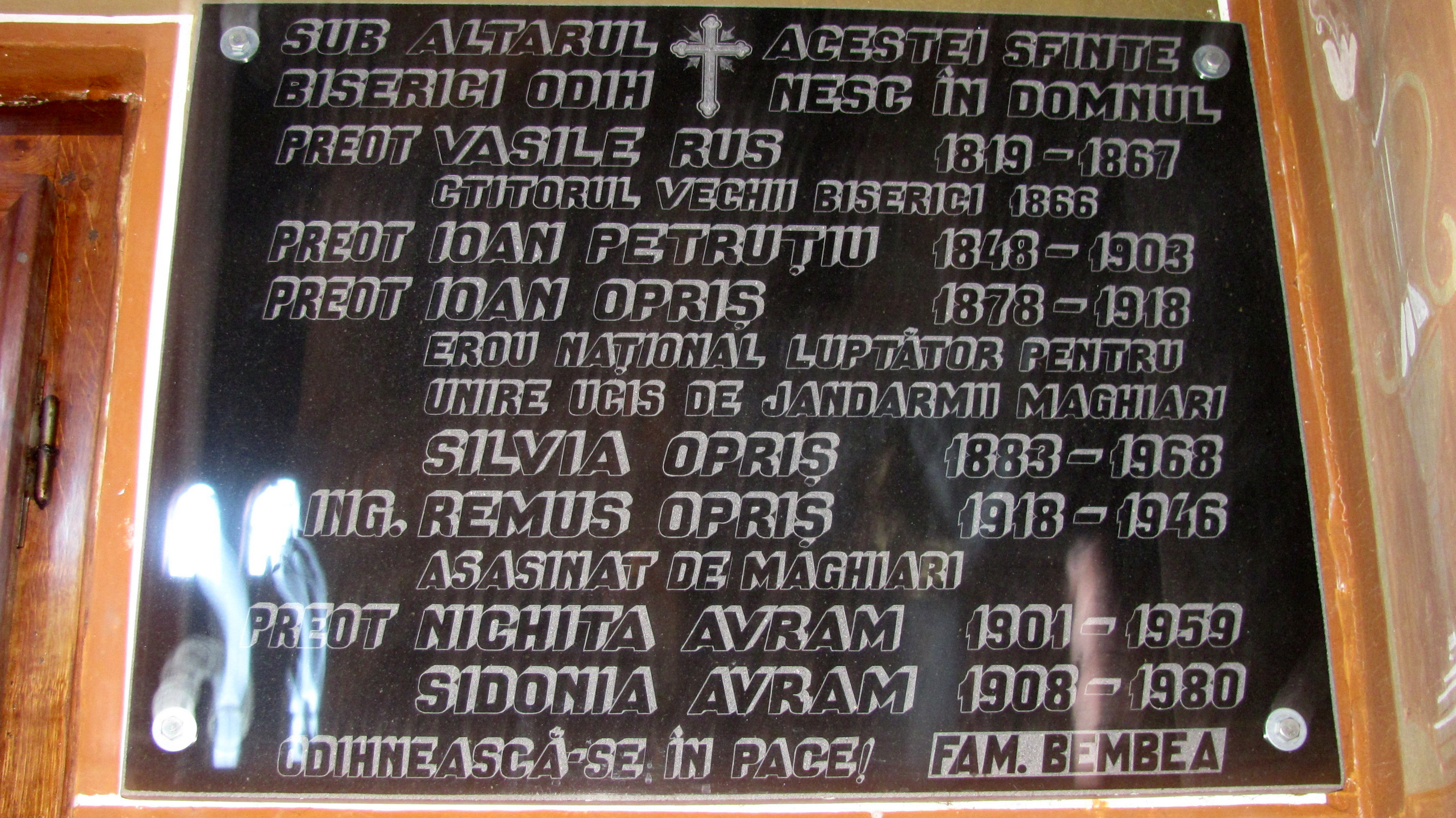
Placa comemorativă de pe altarul bisericii "Adormirea Maicii Domnului" sub care a fost reînhumat preotul Ioan Opriș
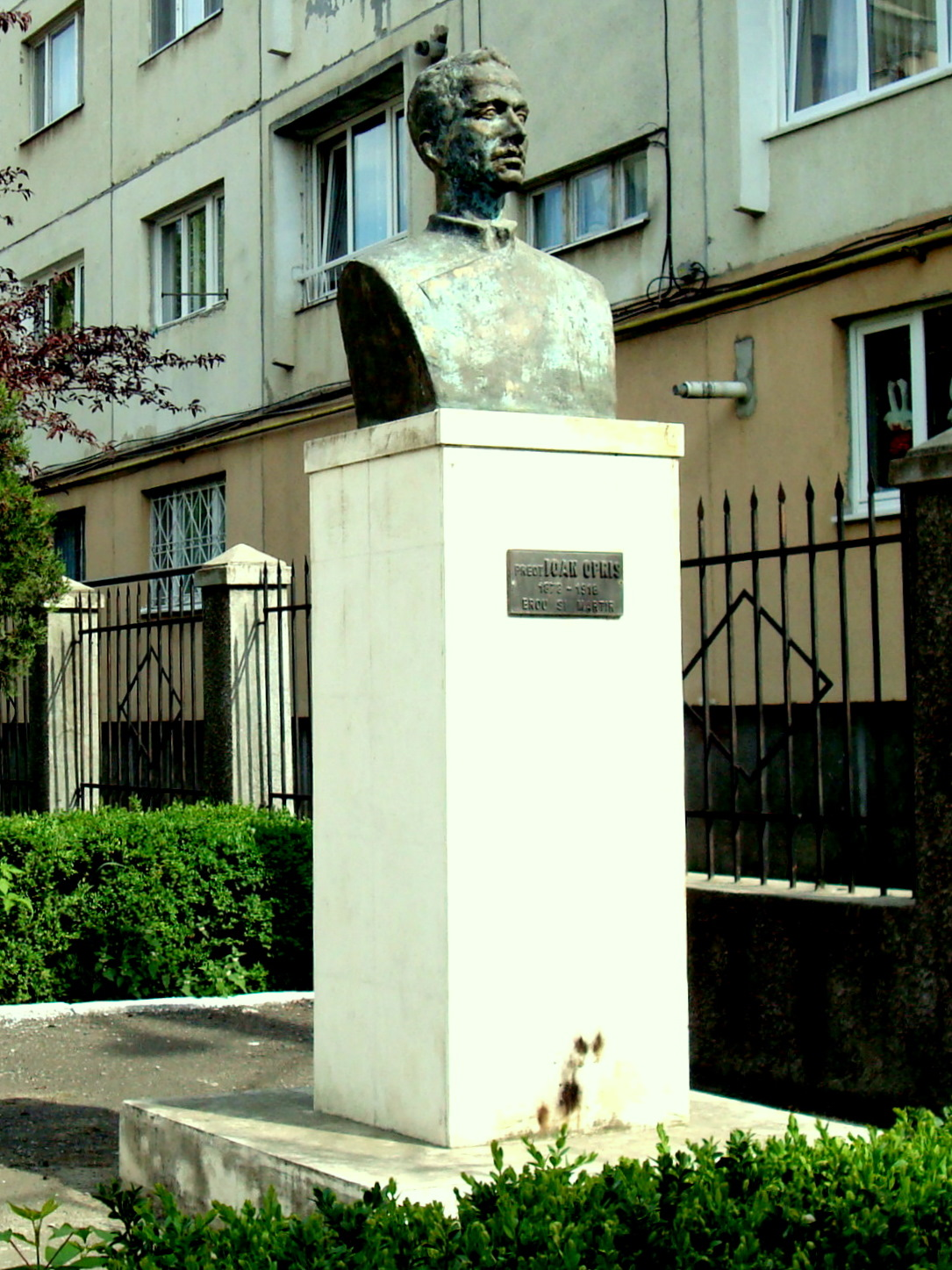
Bustul preotului Ioan Opriș din curtea bisericii "Adormirea Maicii Domnului"
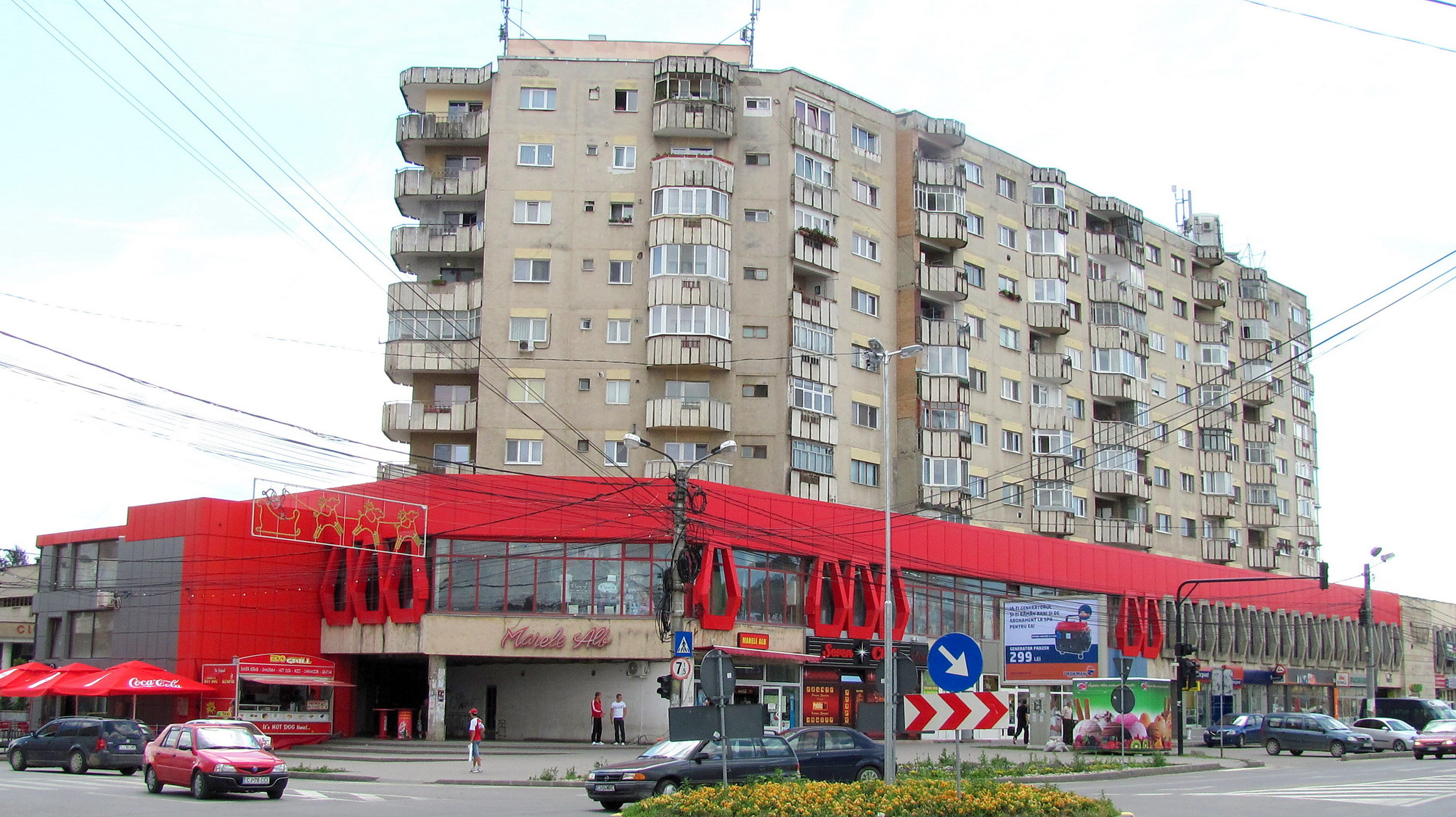
Oprișani
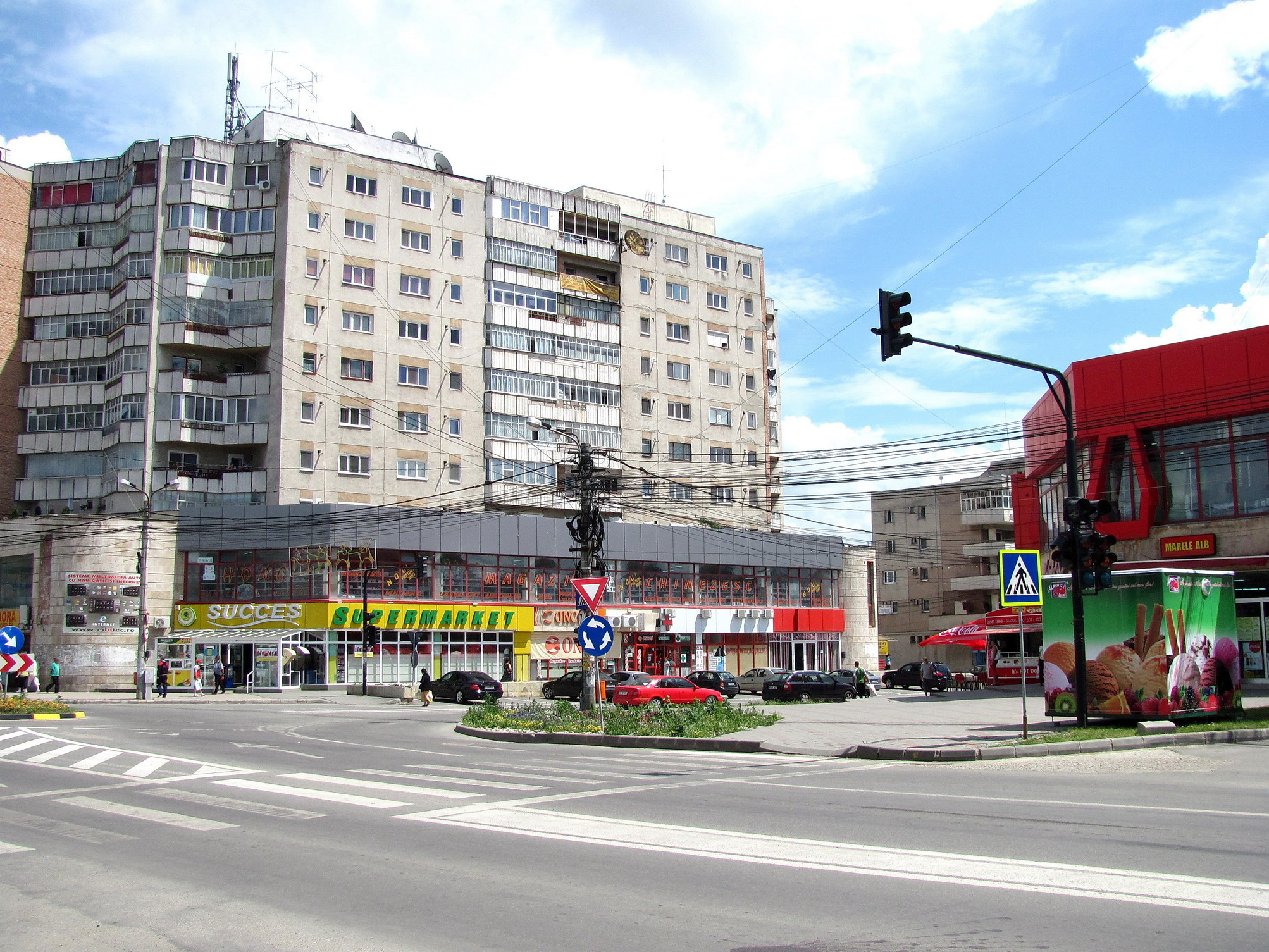
Oprișani
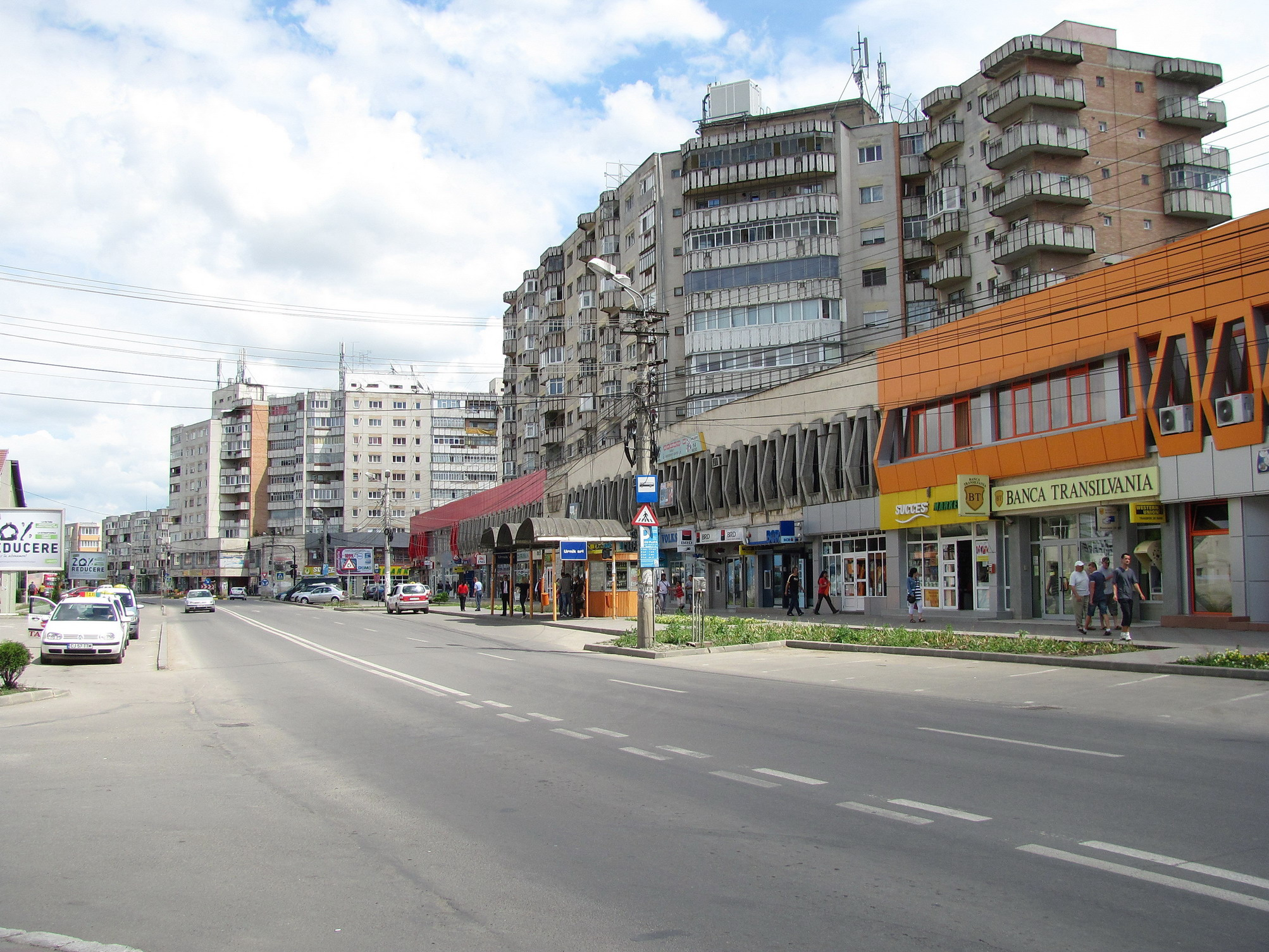
Oprișani
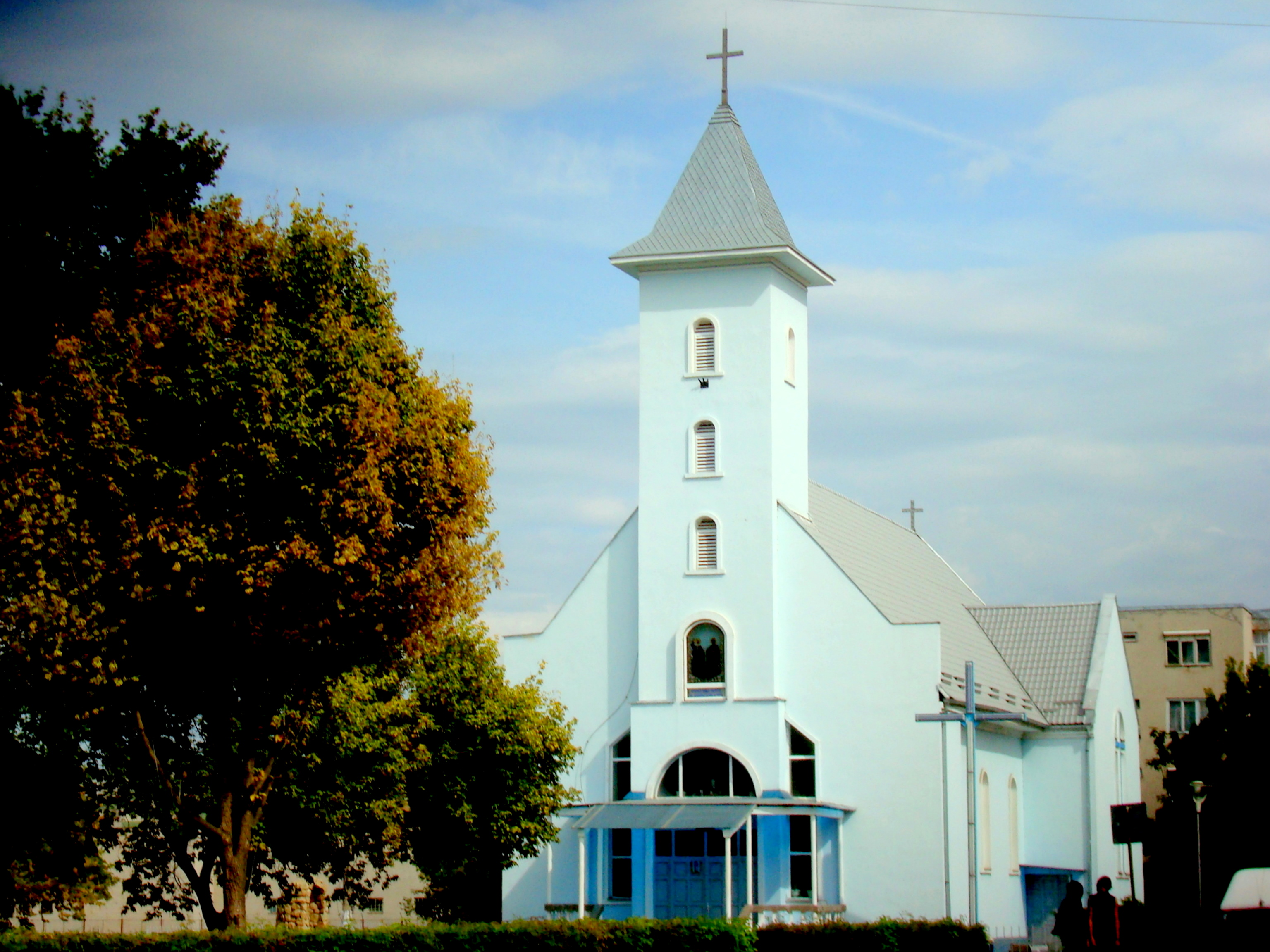
Biserica Greco-Catolică (Calea Victoriei nr.3a)
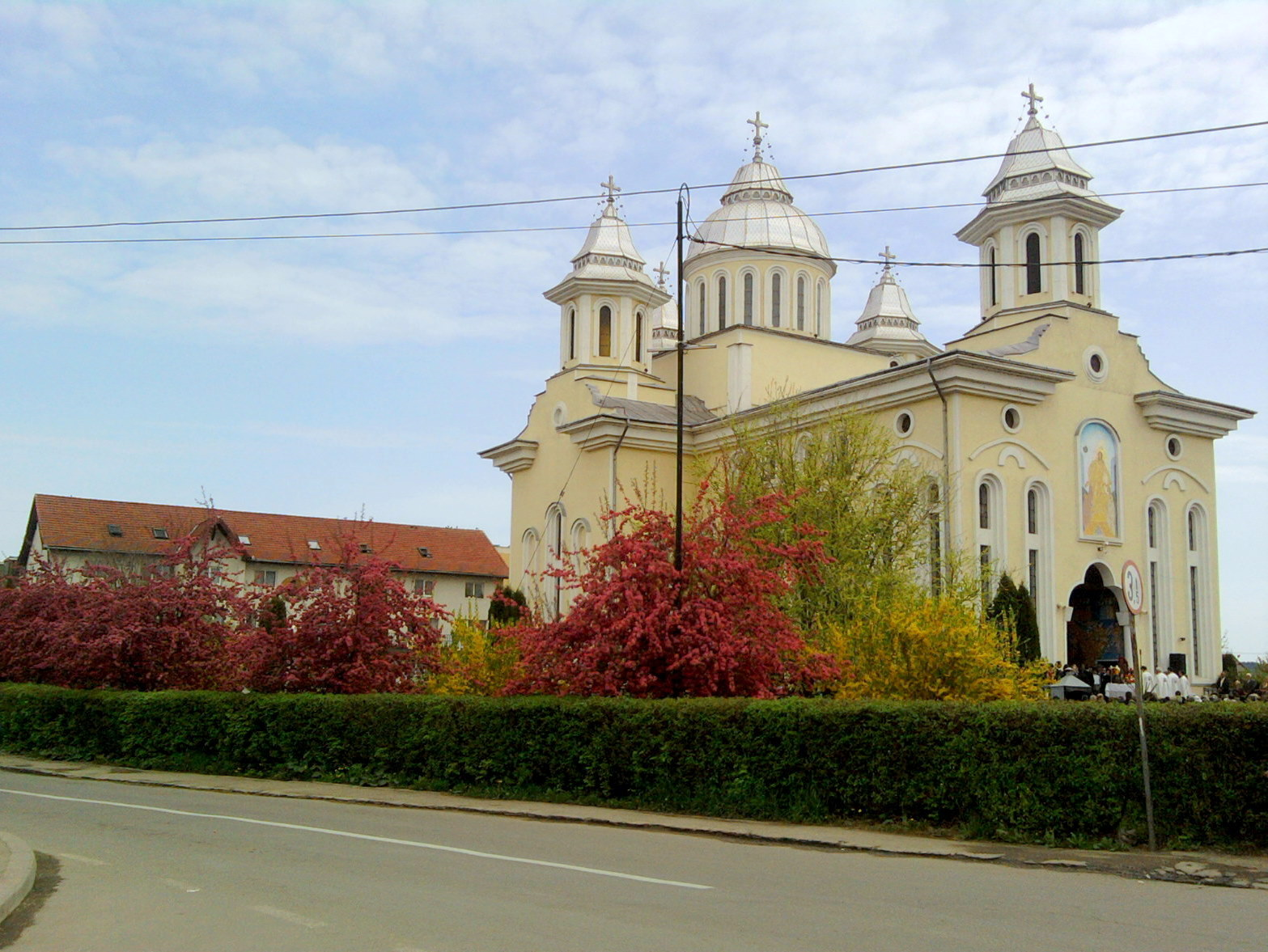
Biserică Ortodoxă (Calea Victoriei nr.31)
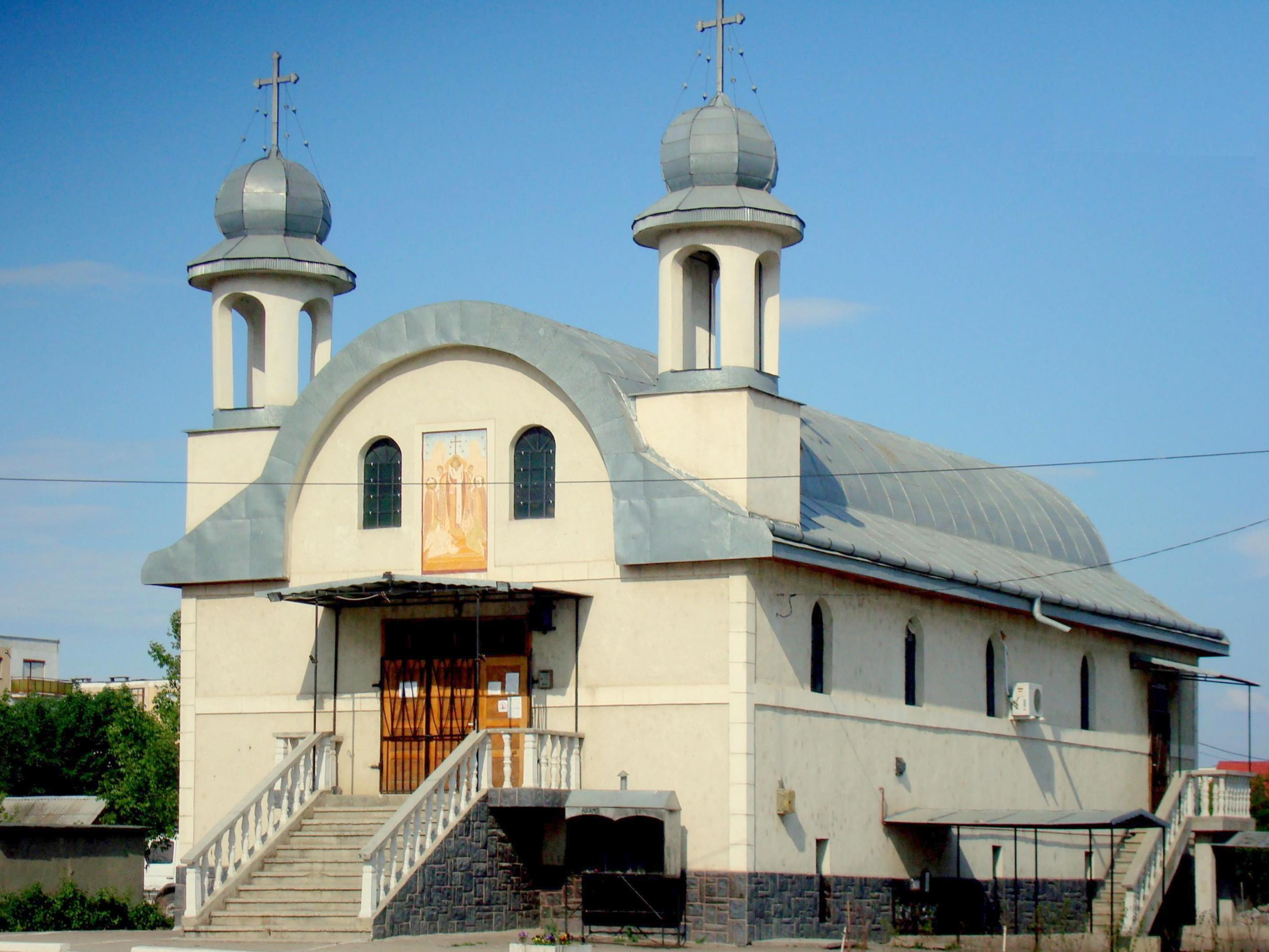
Biserică Ortodoxă (str.Panseluțelor FN)
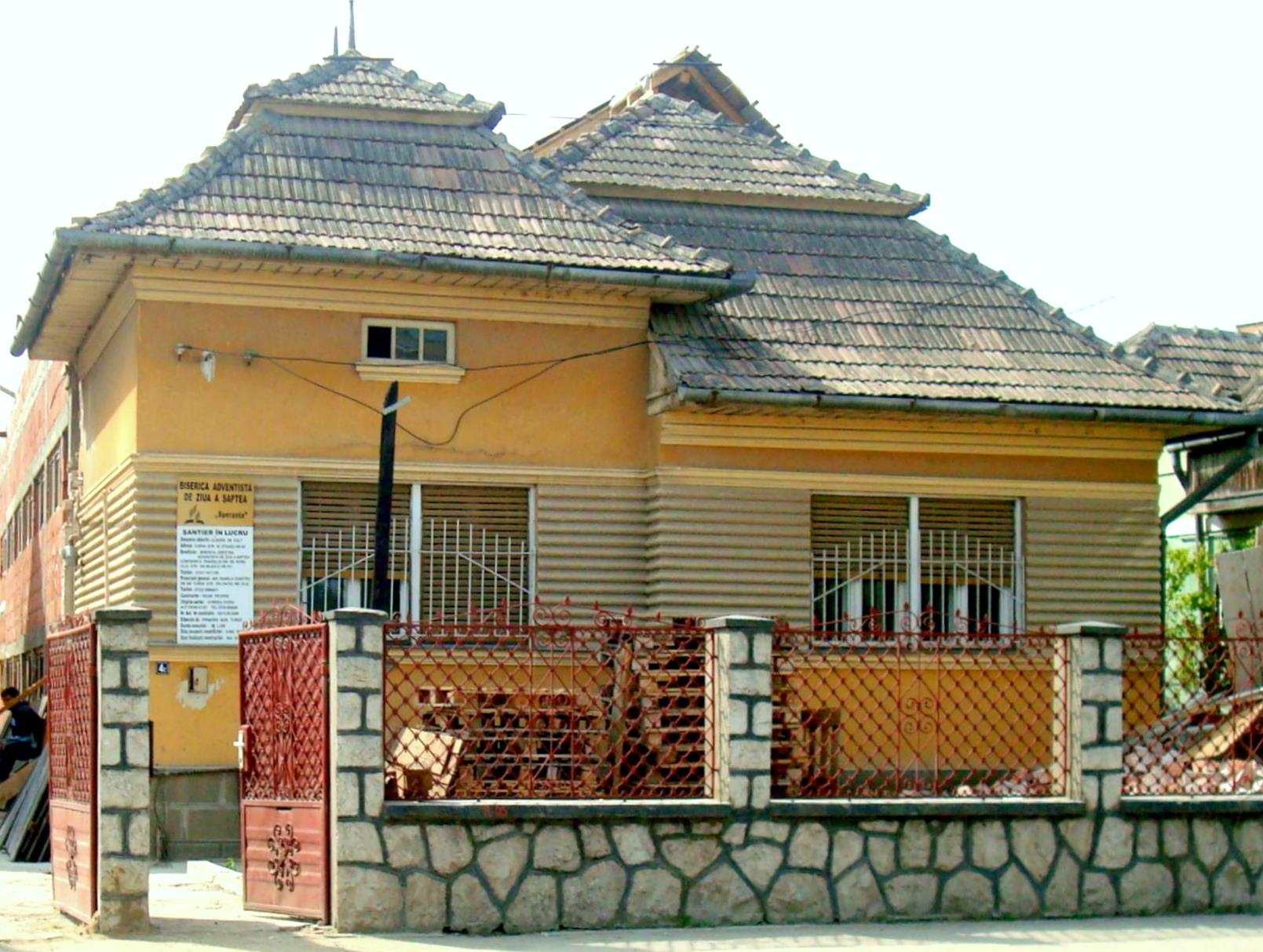
Biserica Adventistă (str.Mihai Viteazu nr.4c)
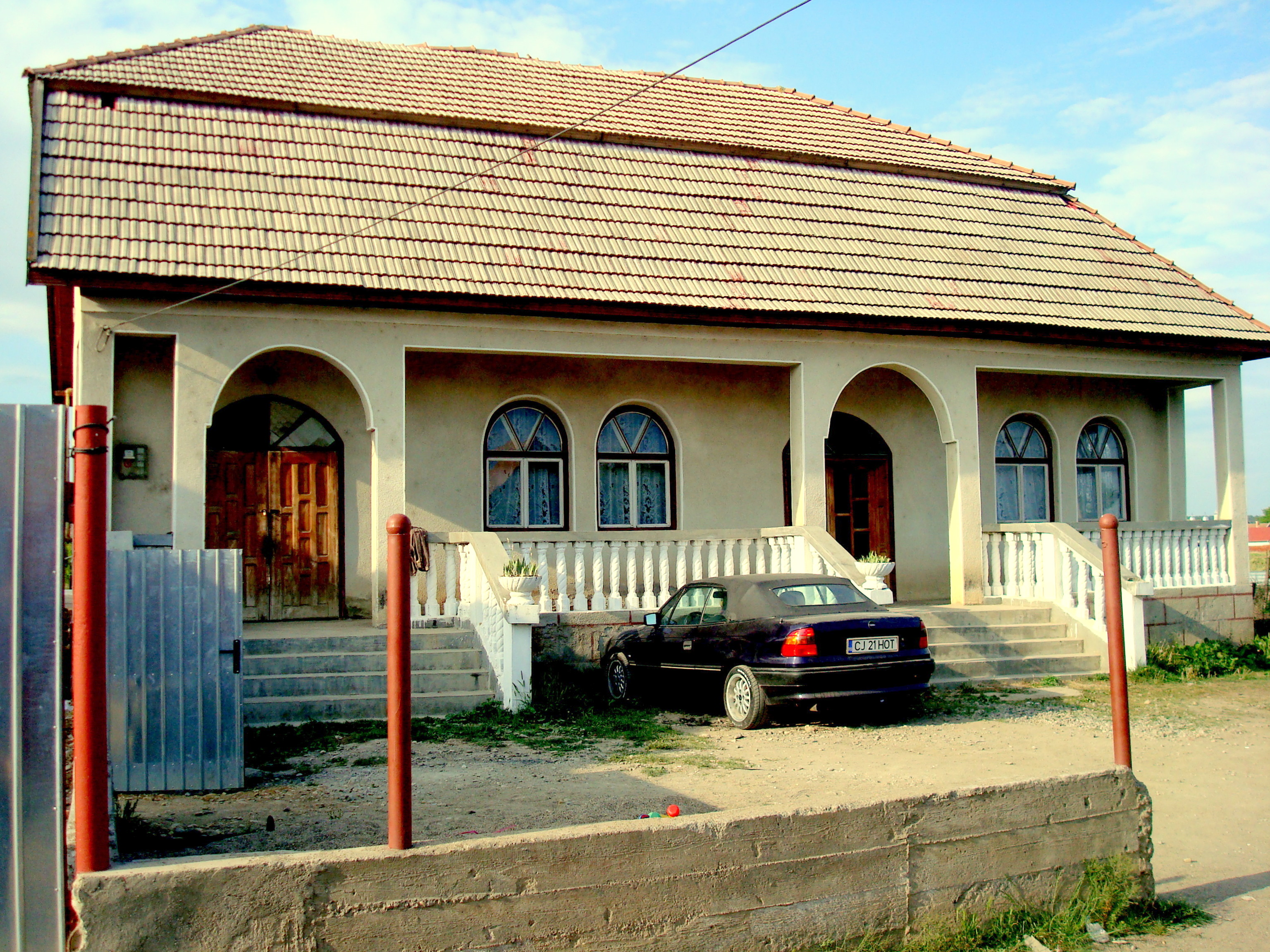
Biserică Penticostală (str.Hațegului nr.2d)
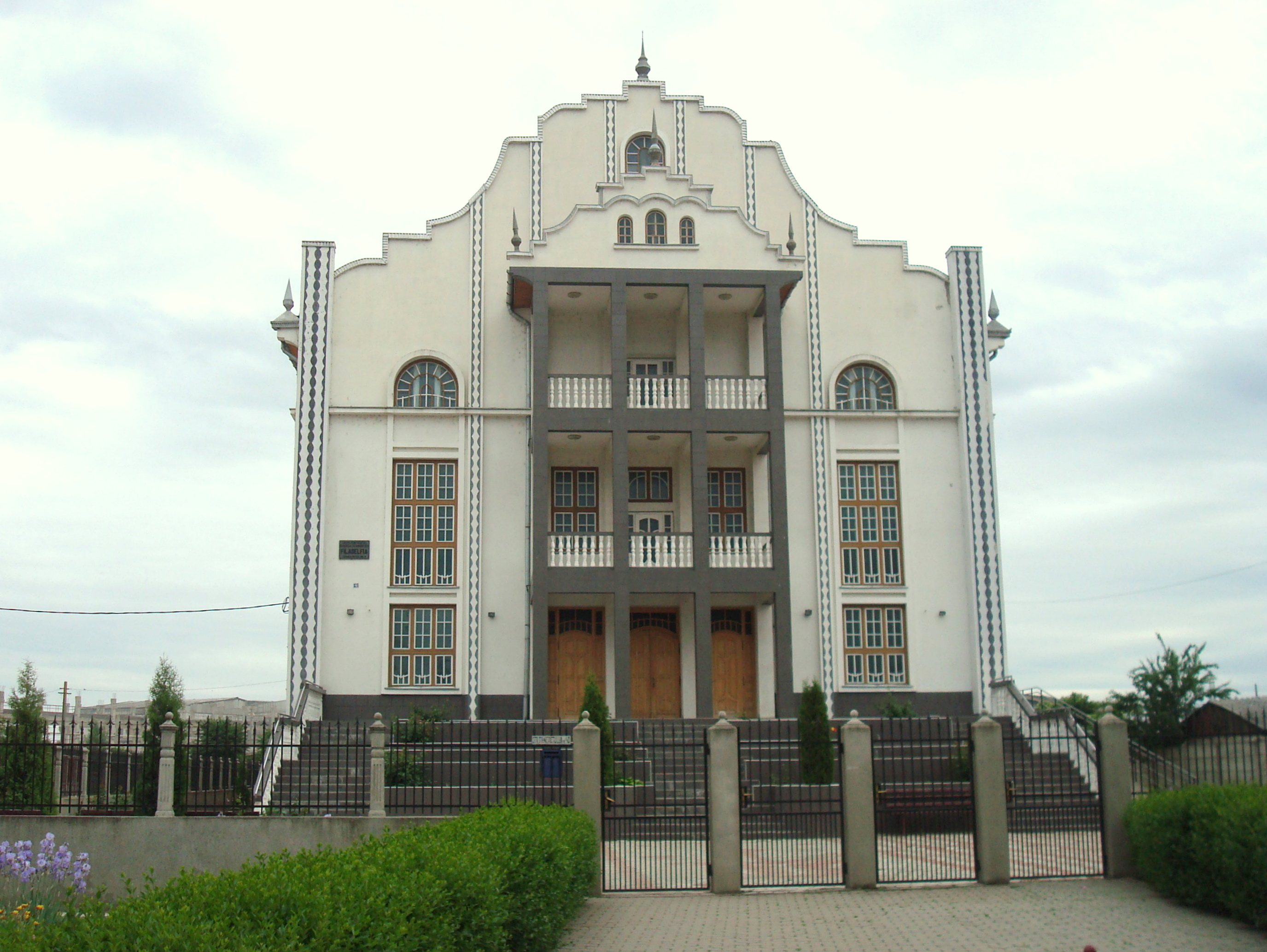
Biserică Penticostală (str.Tineretului nr.40)
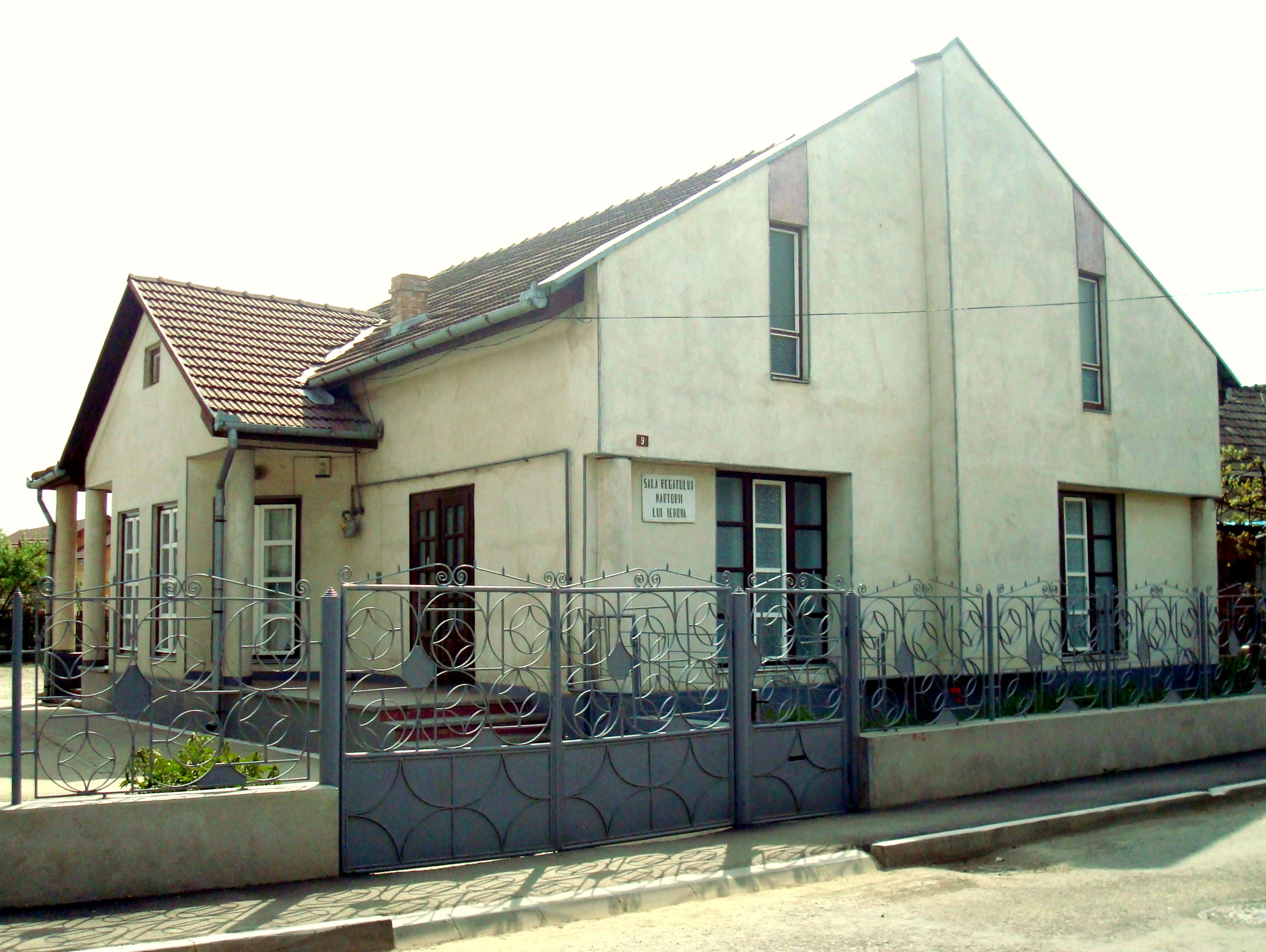
Sala Regatului Martorii lui Iehova (str.Detunata nr.9)
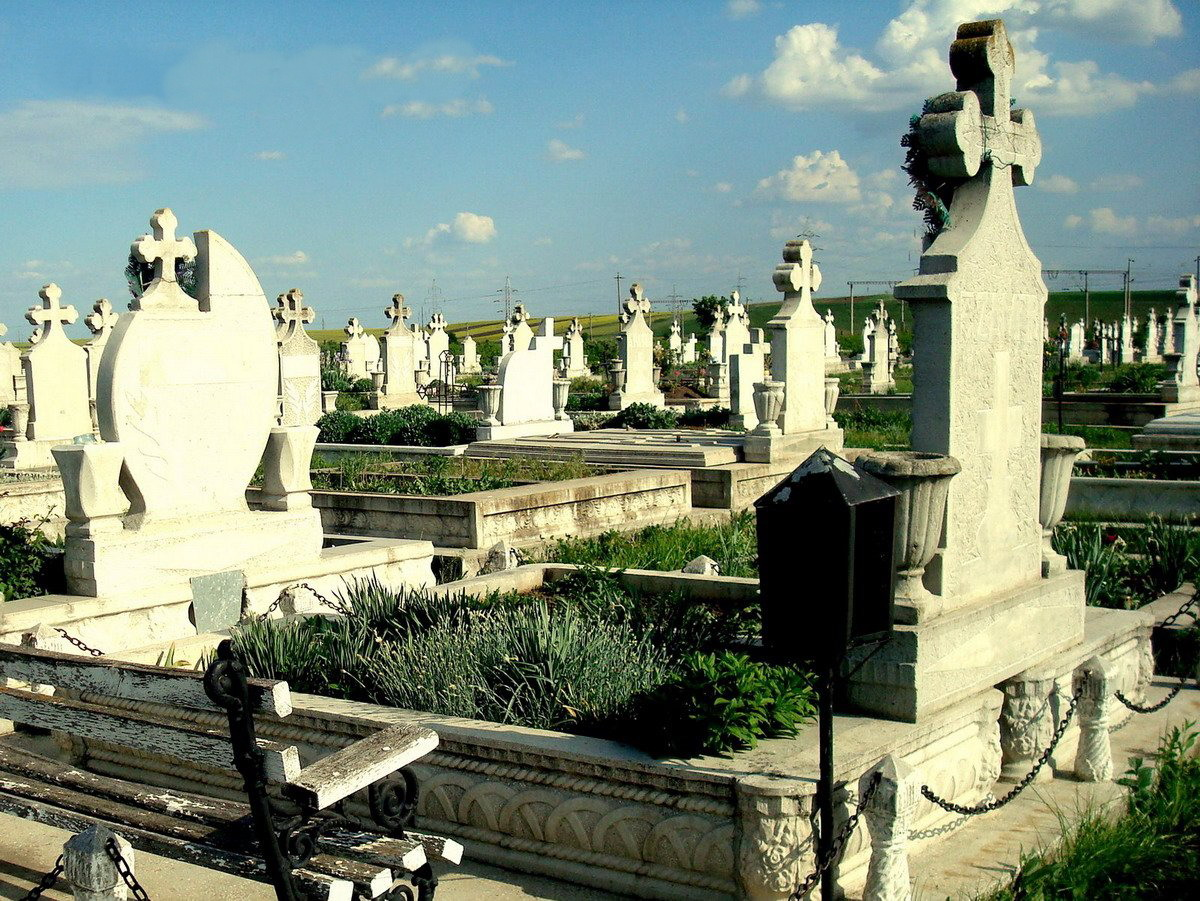
Cimitirul creștin din Oprișani
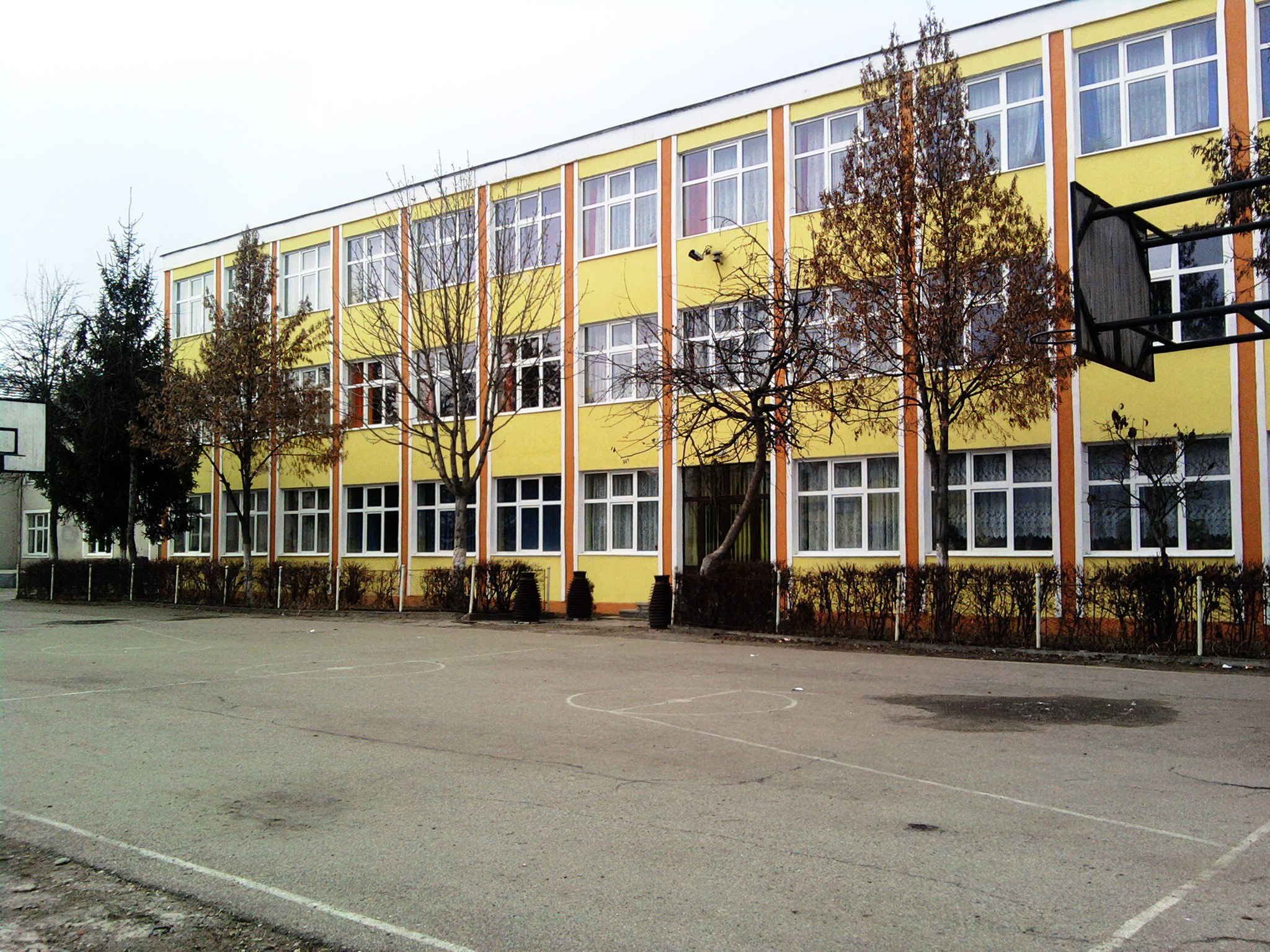
Școala "Avram Iancu" (Str. Rapsodiei nr. 1)
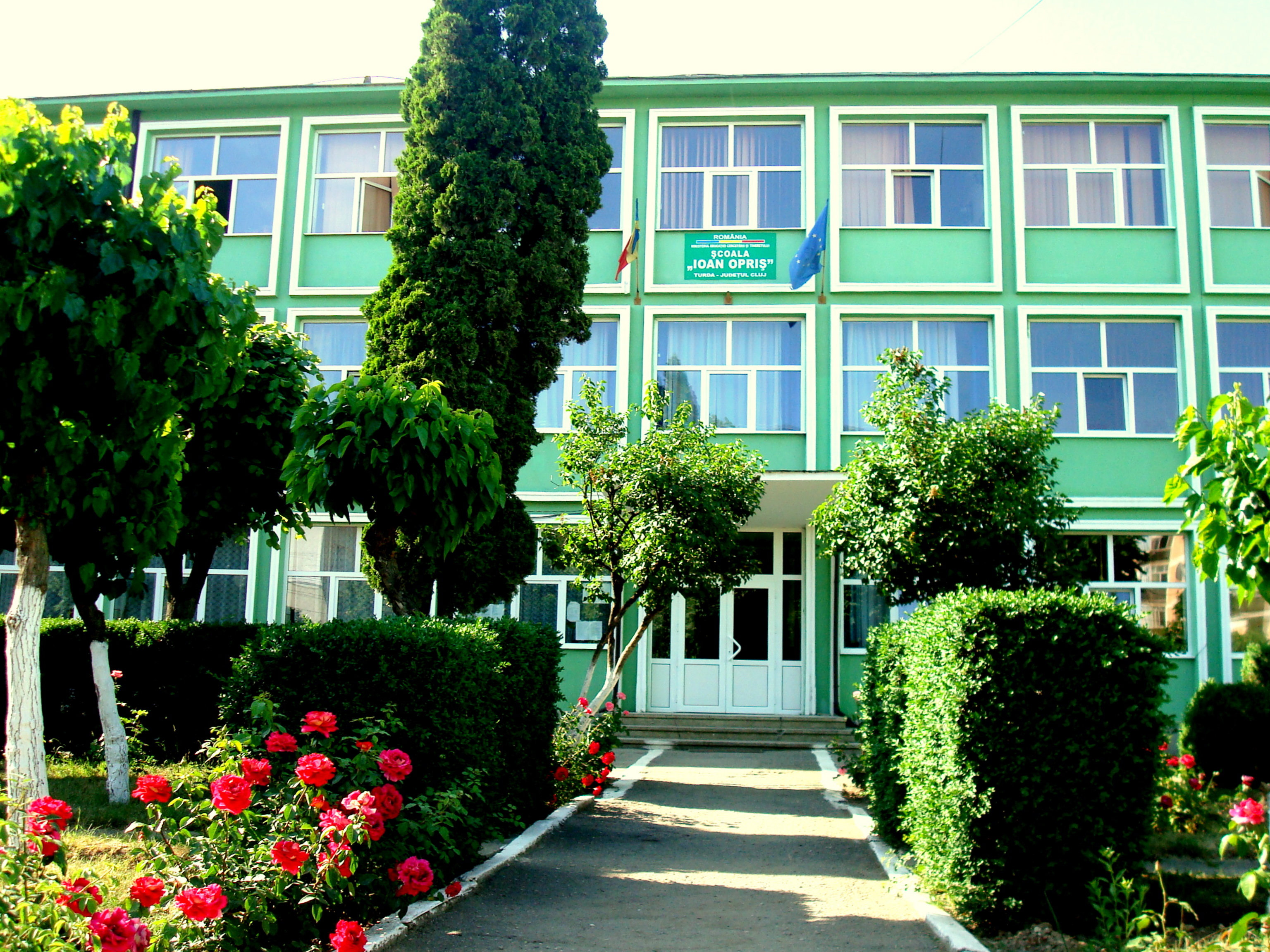
Școala "Ioan Opriș" (str. Aviatorilor nr. 4)
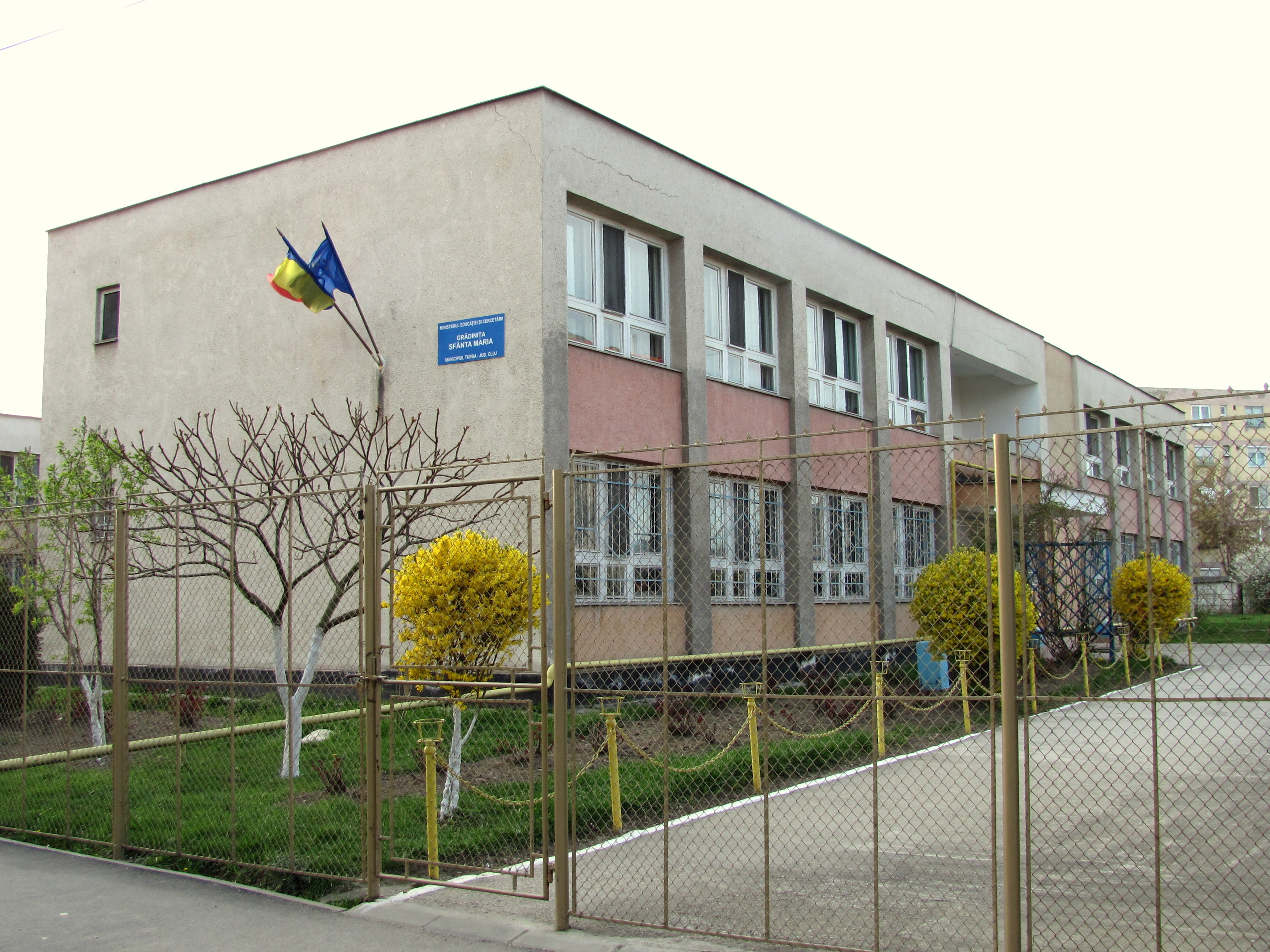
Grădinița "Sfânta Maria" Calea Victoriei Nr. 5E
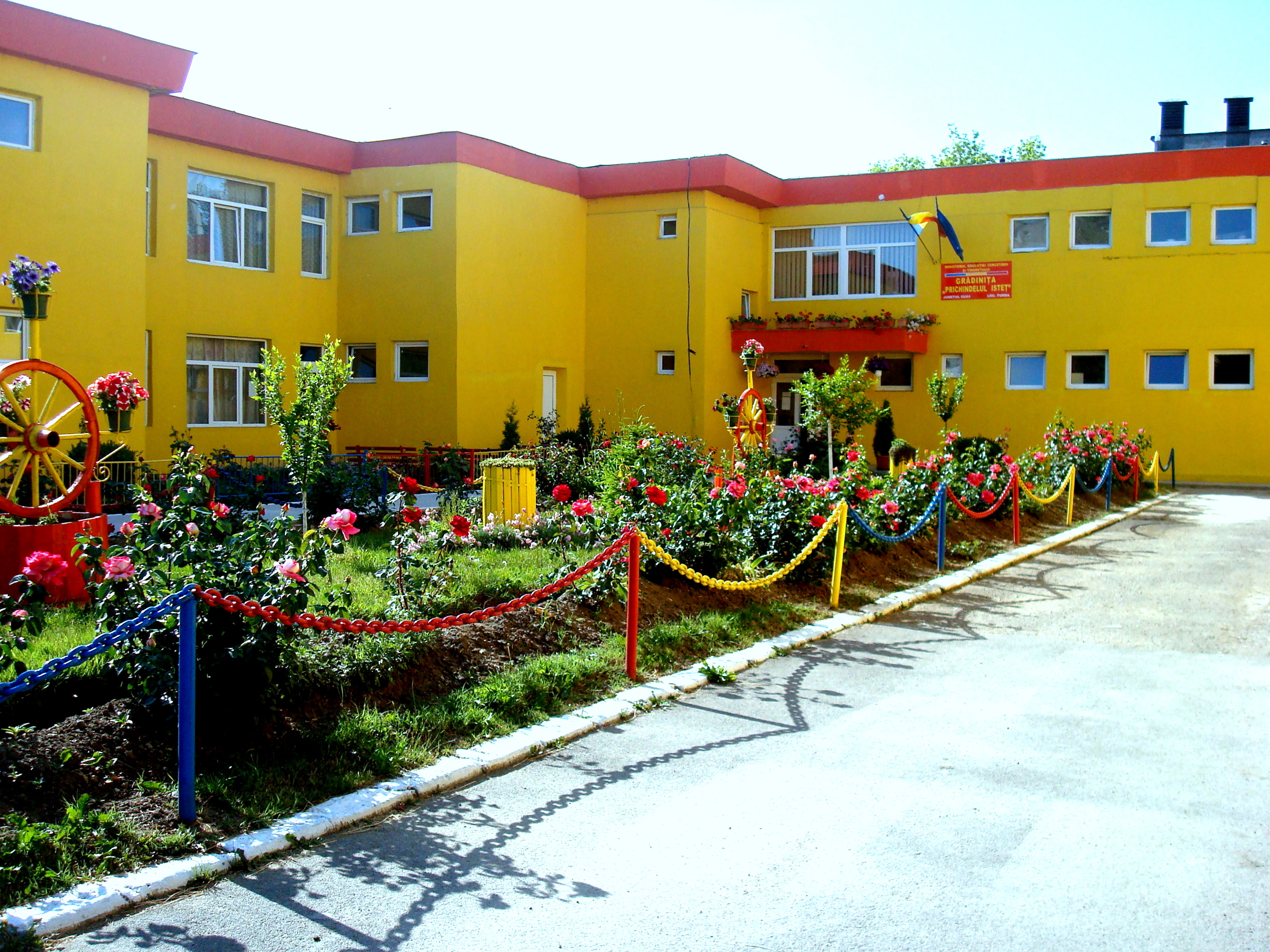
Grădinița "Prichindelul Isteț" (Str.Aviatorilor nr.16)
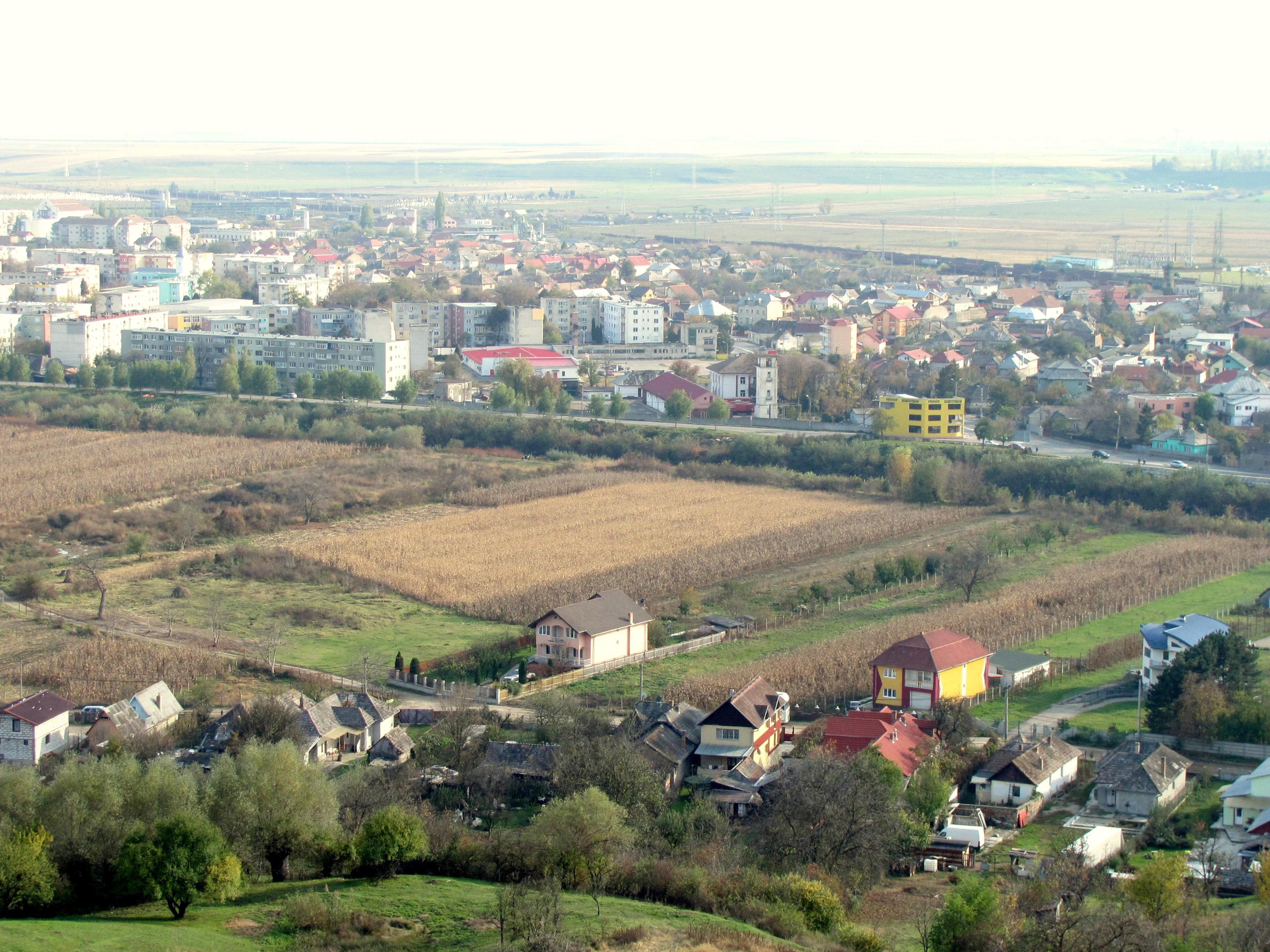
Cartierul Oprișani văzut din Cimitirul Central Turda
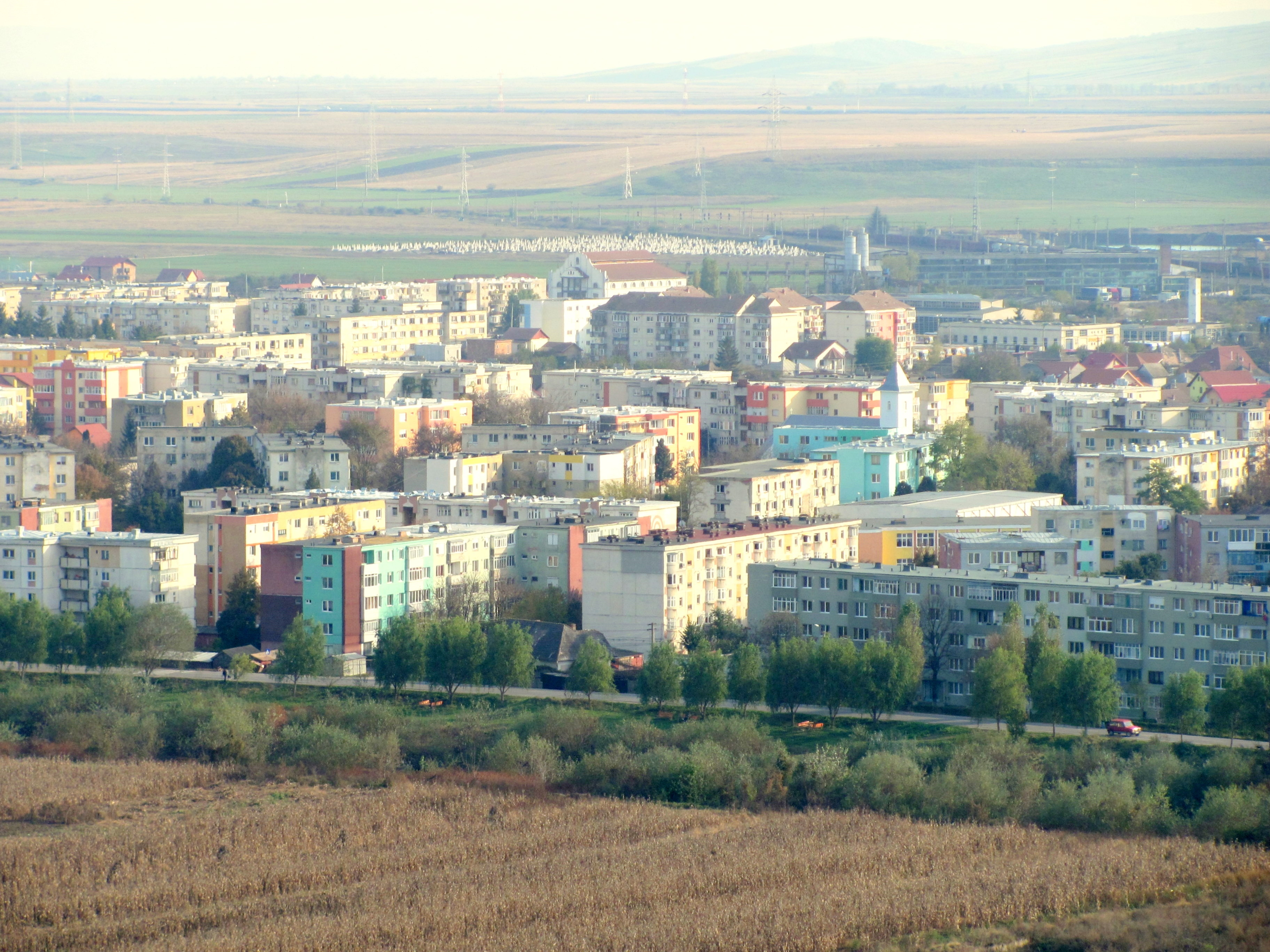
Cartierul Oprișani văzut din Cimitirul Central Turda